# Tomáš Zohorna
Tomáš Zohorna (* 3. leden 1988, Havlíčkův Brod) je český lední hokejista, jenž působí od roku 2025 v HC Kometa Brno. Jeho mladší bratři Hynek a Radim jsou stejně jako on hokejoví útočníci.

## Hráčská kariéra

### Pardubice
Zohorna v dorosteneckém věku přestoupil do Pardubic a začal hrát v jejich mládežnických týmech. V juniorském věku si také vyzkoušel angažmá v Kanadě. Po návratu do Evropy začal sbírat zkušenosti v dospělém hokeji, postupně se zapracovával do pardubického extraligového mužstva, i když ze začátku ještě hostoval v nižších soutěžích. V "áčku" Pardubic se definitivně usadil v sezoně 2009/2010, kdy pomohl mužstvu k zisku mistrovského titulu, nemalým dílem přispěl k titulu z roku 2012. Pardubice sice později ustoupily ze špičky soutěže, ale Zohorna se vypracoval v jednu z hlavních opor týmu a postupně se také stal pravidelným reprezentantem.

### Amur Chabarovsk
Před sezonou 2015/2016 využil klauzule ve své smlouvě a odešel do Amuru Chabarovsk do KHL. V mužstvu se prosadil, zařadil se mezi jeho opory. V Amuru nakonec strávil necelých šest sezon, v té poslední byl i kapitánem, a také si zahrál v jednom dresu s bratrem Hynkem.

### Návrat do Pardubic, sezona ve Švédsku a druhý návrat
V lednu 2021 z rodinných důvodů, Zohornova manželka čekala dítě, odešel z Ruska a vrátil se do Pardubic, v jejichž dresu dohrál sezonu. Po jejím skončení se však rozhodl pro další zahraniční působení a přestoupil do švédského IK Oskarshamn, kde se opět sešel s bratrem Hynkem. Po ročním angažmá se rozhodl vrátit domů a domluvil se na tříleté smlouvě v mateřských Pardubicích.

### Reprezentace
Zohorna nakoukl do mládežnických reprezentací, ale na koncový turnaj se nikdy neprobojoval. Do seniorské reprezentace začal být povoláván koncem svého prvního angažmá v Pardubicích. Během působení v KHL se už stal stálým členem reprezentačního mužstva. Celkově se účastnil čtyř světových šampionátů a dvou olympijských her a zaznamenal více než sto zápasových startů. Díky tomu, že do reprezentace postupně přišli i jeho bratři, došlo k výjimečné události, kdy si všichni tři zahráli v jednom útoku.

## Klubová statistika
| Sezóna       | Klub                         | Soutěž       |     | Základní část | Základní část | Základní část | Základní část | Základní část |    | Play off | Play off | Play off | Play off | Play off |
| Sezóna       | Klub                         | Soutěž       | Z   | G             | A             | B             | TM            | Z             | G  | A        | B        | TM       |          |          |
| 2003–04      | HC Moeller Pardubice         | ČHL-18       | 51  | 26            | 22            | 48            | 108           | —             | —  | —        | —        | —        |          |          |
| 2003–04      | HC Moeller Pardubice         | ČHL-20       | 2   | 0             | 2             | 2             | 0             | —             | —  | —        | —        | —        |          |          |
| 2004–05      | HC Moeller Pardubice         | ČHL-18       | 36  | 30            | 39            | 69            | 89            | 4             | 1  | 2        | 3        | 8        |          |          |
| 2004–05      | HC Moeller Pardubice         | ČHL-20       | 8   | 3             | 0             | 3             | 8             | —             | —  | —        | —        | —        |          |          |
| 2005–06      | Drummondville Voltigeurs     | QMJHL        | 68  | 7             | 28            | 35            | 86            | 7             | 0  | 4        | 4        | 6        |          |          |
| 2006–07      | Drummondville Voltigeurs     | QMJHL        | 70  | 30            | 32            | 62            | 97            | 12            | 4  | 2        | 6        | 20       |          |          |
| 2007–08      | HC Moeller Pardubice         | ČHL-20       | 1   | 0             | 0             | 0             | 0             | 3             | 1  | 1        | 2        | 8        |          |          |
| 2007–08      | HC Moeller Pardubice         | ČHL          | 41  | 0             | 1             | 1             | 14            | —             | —  | —        | —        | —        |          |          |
| 2007–08      | HC VCES Hradec Králové, a.s. | 1.ČHL        | 6   | 2             | 0             | 2             | 2             | —             | —  | —        | —        | —        |          |          |
| 2007–08      | HC Chrudim                   | 2.ČHL        | 1   | 0             | 0             | 0             | 2             | —             | —  | —        | —        | —        |          |          |
| 2008–09      | HC Moeller Pardubice         | ČHL          | 21  | 2             | 4             | 6             | 8             | 7             | 0  | 1        | 1        | 0        |          |          |
| 2008–09      | HC Chrudim                   | 1.ČHL        | 42  | 6             | 10            | 16            | 59            | 3             | 0  | 1        | 1        | 4        |          |          |
| 2009–10      | HC Eaton Pardubice           | ČHL          | 49  | 14            | 10            | 24            | 36            | 13            | 1  | 2        | 3        | 12       |          |          |
| 2010–11      | HC Eaton Pardubice           | ČHL          | 47  | 8             | 6             | 14            | 24            | 9             | 1  | 4        | 5        | 14       |          |          |
| 2010–11      | HC Chrudim                   | 1.ČHL        | 4   | 0             | 3             | 3             | 14            | —             | —  | —        | —        | —        |          |          |
| 2011–12      | HC ČSOB Pojišťovna Pardubice | ČHL          | 47  | 8             | 12            | 20            | 30            | 19            | 5  | 8        | 13       | 14       |          |          |
| 2011–12      | HC VCES Hradec Králové, a.s. | 1.ČHL        | 1   | 1             | 0             | 1             | 0             | —             | —  | —        | —        | —        |          |          |
| 2012–13      | HC ČSOB Pojišťovna Pardubice | ČHL          | 51  | 9             | 14            | 23            | 56            | 5             | 2  | 0        | 2        | 10       |          |          |
| 2013–14      | HC ČSOB Pojišťovna Pardubice | ČHL          | 52  | 18            | 19            | 37            | 104           | 10            | 2  | 6        | 8        | 10       |          |          |
| 2014–15      | HC ČSOB Pojišťovna Pardubice | ČHL          | 51  | 16            | 22            | 38            | 64            | 9             | 1  | 5        | 6        | 26       |          |          |
| 2015–16      | Amur Chabarovsk              | KHL          | 55  | 9             | 15            | 24            | 28            | —             | —  | —        | —        | —        |          |          |
| 2016–17      | Amur Chabarovsk              | KHL          | 59  | 13            | 21            | 34            | 48            | —             | —  | —        | —        | —        |          |          |
| 2017–18      | Amur Chabarovsk              | KHL          | 52  | 11            | 19            | 30            | 68            | 5             | 1  | 1        | 2        | 6        |          |          |
| 2018–19      | Amur Chabarovsk              | KHL          | 62  | 14            | 15            | 29            | 26            | —             | —  | —        | —        | —        |          |          |
| 2019–20      | Amur Chabarovsk              | KHL          | 47  | 11            | 14            | 25            | 41            | —             | —  | —        | —        | —        |          |          |
| 2020–21      | Amur Chabarovsk              | KHL          | 38  | 6             | 16            | 22            | 37            | —             | —  | —        | —        | —        |          |          |
| 2020–21      | HC Dynamo Pardubice          | ČHL          | 9   | 3             | 5             | 8             | 6             | 8             | 2  | 5        | 7        | 8        |          |          |
| 2021–22      | IK Oskarshamn                | SHL          | 51  | 12            | 19            | 31            | 38            | 10            | 2  | 6        | 8        | 2        |          |          |
| 2022–23      | HC Dynamo Pardubice          | ČHL          | 49  | 15            | 23            | 38            | 48            | 11            | 5  | 1        | 6        | 11       |          |          |
| 2023–24      | HC Dynamo Pardubice          | ČHL          | 50  | 6             | 20            | 26            | 35            | 16            | 3  | 6        | 9        | 16       |          |          |
| Celkem v ČHL | Celkem v ČHL                 | Celkem v ČHL | 467 | 101           | 134           | 235           | 425           | 110           | 22 | 39       | 61       | 123      |          |          |
| Celkem v KHL | Celkem v KHL                 | Celkem v KHL | 313 | 64            | 100           | 164           | 248           | 5             | 1  | 1        | 2        | 6        |          |          |

## Reprezentace
| Rok                       | Tým                       | Soutěž                    | Z  | G | A | B | TM |
| ------------------------- | ------------------------- | ------------------------- | -- | - | - | - | -- |
| 2016                      | Česko                     | MS                        | 8  | 3 | 1 | 4 | 2  |
| 2017                      | Česko                     | MS                        | 8  | 1 | 1 | 2 | 2  |
| 2018                      | Česko                     | OH                        | 6  | 0 | 0 | 0 | 2  |
| 2019                      | Česko                     | MS                        | 9  | 1 | 0 | 1 | 10 |
| 2021                      | Česko                     | MS                        | 5  | 0 | 0 | 0 | 2  |
| 2022                      | Česko                     | OH                        | 4  | 0 | 1 | 1 | 0  |
| Seniorská kariéra celkově | Seniorská kariéra celkově | Seniorská kariéra celkově | 40 | 5 | 3 | 8 | 16 |